# 세르히 크리우초우
세르히 안드리요비치 크리우초우(우크라이나어: Сергі́й Андрі́йович Кривцо́в, 1991년 3월 15일 ~ )는 우크라이나의 프로 축구 선수로, 최근까지 메이저 리그 사커 클럽인 인터 마이애미와 우크라이나 국가대표팀에서 수비수로 뛰었다. 현재 자유계약선수이다.

## 구단 경력

### 메탈루르흐 자포리자
우크라이나 자포리자 출신인 크리우초우는 메탈루르흐 자포리자 청소년 학교 시스템의 산물로 빅토르 트리후보프에게 훈련을 받았다. 그는 17세의 나이로 2008년 5월 3일 초르노모레츠 오데사와의 경기에서 데뷔 전을 치렀다. 그의 클럽에서의 첫 골은 2010년 2월 27일 마리우폴과의 경기에서 나왔다. 그는 2012년 5월 미공개 이적료로 샤흐타르 도네츠크에 입단하기 위해 클럽을 떠났다.

### 샤흐타르 도네츠크
2010년 5월 11일, 크리우초우는 타라스 스테파넨코와 함께 5년 계약으로 메탈루르흐에서 샤흐타르 도네츠크로 이적했다. 그가 클럽에서 처음으로 출전한 것은 2010년 11월 10일, 그의 옛 클럽인 메탈루르흐 자포리자를 상대로 1-0으로 이긴 우크라이나컵에서였다. 그는 첫 시즌에 두 경기에 더 출전했는데, 둘 다 리그에서 나왔다. 샤흐타르는 프리미어리그, 컵 그리고 슈퍼컵에서 성공적으로 트레블을 달성했다.
다음 시즌, 그는 샤흐타르가 프리미어리그 우승과 우크라이나컵 우승을 차지하면서 리그에서 5경기를 출전했다.
그는 8월 26일 돈바스 아레나에서 열린 카르파티 르비우와의 경기에서 2012-13 시즌 첫 경기를 치렀다. 그는 90분을 뛰면서 85분에 옐로카드를 받았다. 그는 또한 70분에 교체로 들어가 디나모 키이우를 상대로 3-1 승리를 거두었는데, 부상당한 올렉산드르 쿠체르와 교체되어 두 골을 넣었다.

### 인터 마이애미
2023년 1월, 크리우초우는 3년 연장 옵션과 함께 2년 계약으로 메이저 리그 사커 클럽인 인터 마이애미에 합류했다. 클럽 데뷔 경기에서 크립초우는 인터 마이애미가 CF 몽레알을 2-0으로 이기면서 경기의 첫 골을 넣었다. 그 결과, 그는 첫 주에 리그 팀 오브 더 매치데이에 선정되었다.

## 국가대표팀 경력
크리우초우는 U-19 국가대표팀과 U-21 국가대표팀의 일원이었다. 그는 2009년 UEFA U-19 축구 선수권 대회에서 우승한 우크라이나 U-19 국가대표팀의 일원이었다. 그는 2011년 9월 6일, 체코와의 친선 경기에서 90분을 소화하며 우크라이나 국가대표팀에 처음 출전했다.